# الیور ئی. ویلیامسون
الیور ئی. ویلیامسون (انگلیسی: Oliver E. Williamson؛ زاده ۲۷ سپتامبر ۱۹۳۲ – درگذشته ۲۱ مه ۲۰۲۰) اقتصاددان اهل ایالات متحده آمریکا و برنده جایزه نوبل ۲۰۰۹ اقتصاد به همراه الینور استروم بود.